# Андре Маркон
Андре́ Марко́н (фр. André Marcon; нар. 6 липня 1948, Сент-Етьєн, Франція) — французький актор театру, кіно та телебачення.

## Біографія
Андре Маркон народився 6 липня 1948 року в місті Сент-Етьєн (департамент Луара у Франції). Акторську кар'єру почав наприкінці 1960-х років у театрі, де працює донині. Грає у постановках за п'єсами Шекспіра, Мольєра, Мариво, Валер Новаріна та ін.
У кіно Андре Маркон дебютував у 1977 році. Грав переважно епізодичні та ролі другого плану. За час своєї акторської кар'єри він зіграв понад 70 ролей e кіно та на телебаченні. Знімався у таких режисерів, як Колін Серро, Мішель Девіль, Жак Ріветт, Ів Анжело, Олів'є Ассаяс, Бертран Бонелло, Гійом Гальєнн, Бенуа Жако та ін.
У 2016 році Маркон зіграв головну чоловічу роль у фільмі Ксав'є Джаннолі «Маргарита», за яку був номінований на здобуття кінопремії «Сезар» 2016 року в категорії «Найкращий актор другого плану».
Для телебачення Андре Маркон поміж іншого втілив кілька образів реальних історичних особистостей, зокрема Оноре де Бальзака (т/ф «Жорж Санд, вільна жінка», 1994), Луї Пастера (т/ф «Пастер, людина яка бачила», 2011) та Франсуа Міттерана (т/ф «Святилище», 2015).

## Фільмографія (вибіркова)
Кіно
| Рік  |   | Українська назва               | Оригінальна назва                   | Роль                          |
| ---- | - | ------------------------------ | ----------------------------------- | ----------------------------- |
| 1977 | ф | Урочисте причастя              | La communion solennelle             | Люсьєн Гравен                 |
| 1977 | ф | Чом би ні!                     | Pourquoi pas!                       | новий чоловік Фернан          |
| 1978 | ф | Спільна пам'ять                | Mémoire commune                     |                               |
| 1979 | ф | Подорож потайки                | Le voyage en douce                  | людина на концерті            |
| 1980 | ф | На продаж                      | À vendre                            | Коко                          |
| 1983 | ф | Альтернативний маршрут         | Itinéraire bis                      | Робер                         |
| 1987 | ф | Полум'я в моєму серці          | Une flamme dans mon coeur           | Етьєн                         |
| 1989 | ф | Занзібар                       | Zanzibar                            | продюсер Віто Катене          |
| 1993 | ф | Чи треба любити Матильду?      | Faut-il aimer Mathilde?             | Шарлі                         |
| 1994 | ф | Жанна-Діва — Битви             | Jeanne la Pucelle I - Les batailles | Шарль, дофін Франції          |
| 1994 | ф | Жанна-Діва — В'язниці          | Jeanne la Pucelle II - Les prisons  | Шарль, дофін Франції          |
| 1994 | ф | Ніхто мене не любить           | Personne ne m'aime                  | Жак Меєр                      |
| 1995 | ф | Верх, низ, крихко              | Haut bas fragile                    | Ролан                         |
| 1995 | ф | Подружнє кохання               | L'amour conjugal                    | офіцер                        |
| 1997 | ф | Капітан на довгий курс         | Capitaine au long cours             | Жорж / капітан                |
| 1998 | ф | Реквієм                        | Requiem                             | П'єр                          |
| 1998 | ф | Злодій життя                   | Voleur de vie                       | Стейндор                      |
| 1998 | ф | Хвилина мовчання               | Une minute de silence               | власник перекусної            |
| 1998 | ф | Кінець серпня, початок вересня | Fin août, début septembre           | Гатту                         |
| 2000 | ф | Сентиментальні долі            | Les destinées sentimentales         | Поль Дека                     |
| 2001 | ф | Порнограф                      | Le pornographe                      | Луї                           |
| 2002 | ф | Шкура ангела                   | Peau d'ange                         | панотець Анжель               |
| 2002 | ф | Життя обітоване                | La Vie promise                      | Пйотр                         |
| 2003 | ф | Оголені                        | Les baigneuses                      | бродяга                       |
| 2004 | ф | Не робіть цього                | Ne fais pas ça!                     | Поль                          |
| 2004 | ф | Чому (не) Бразилія?            | Pourquoi (pas) le Brésil            | батько, озвучування           |
| 2005 | ф | Інше око                       | L'oeil de l'autre                   | Гаспар                        |
| 2006 | ф | Тигрові загони                 | Les brigades du Tigre               | Жан Жорес — депутат-соціаліст |
| 2006 | ф | Асистентка                     | La tourneuse de pages               | мосьє Веркер                  |
| 2009 | ф | Батько моїх дітей              | Le père de mes enfants              | адміністратор                 |
| 2009 | ф | 36 видів з піку Сен-Лу         | 36 vues du Pic Saint Loup           | Александр                     |
| 2009 | ф | Викрадення                     | Rapt                                | Андре Пейрак                  |
| 2012 | ф | Галопом                        | Au galop                            | фінансовий консультант        |
| 2012 | ф | Щось у повітрі                 | Après mai                           | батько Жиля                   |
| 2012 | ф | Без жартів                     | De l'autre côté du périph           | Шаліньї                       |
| 2013 | ф | Хлопці, Ґійоме, до столу!      | Les garçons et Guillaume, à table!  | батько                        |
| 2013 | ф | Тур де Шанс                    | La grande boucle                    | Данієль Лафарж                |
| 2013 | ф | Гар дю Нор                     | Gare du Nord                        | Франсуа, чоловік Матильди     |
| 2014 | ф | 3 серця                        | 3 coeurs                            | Кастан, мер                   |
| 2015 | ф | Ідеальний чоловік              | Un homme idéal                      | Ален Фюрсак                   |
| 2015 | ф | Маргарита і Жульен             | Marguerite et Julien                | король                        |
| 2015 | ф | Маргарита                      | Marguerite                          | Жорж Дюмон                    |
| 2016 | ф | Майбутнє                       | L'avenir                            | Гайнц                         |
| 2017 | ф | До побачення там, нагорі       | Au revoir là-haut                   | Едуар Перикур                 |

Телебачення
| Рік       |    | Українська назва                   | Оригінальна назва                                        | Роль                    |
| --------- | -- | ---------------------------------- | -------------------------------------------------------- | ----------------------- |
| 1977      | с  | Інший будинок                      | La maison des autres                                     | Деніс                   |
| 1988      | с  | Французи очима...                  | Les Français vus par                                     |                         |
| 1990      | тф | Енемонда, подруга Жионо            | L'ami Giono: Ennemonde                                   | Clé des Coeurs          |
| 1990      | тф | Друг Жионо: Іван Іванович Косьяков | L'ami Giono: Ivan Ivanovitch Kossiakoff                  | капітан                 |
| 1991      | тф | Велика дюна                        | La grande dune                                           | Жиль і Швабб            |
| 1994      | тф | Жорж Санд, вільна жінка            | George Sand, une femme libre                             | Бальзак                 |
| 1998—2010 | с  | Союз адвокатів                     | Avocats & associés                                       | Франсуа Бельяр          |
| 2006      | с  | Крик                               | Le cri                                                   | делегат                 |
| 2006      | с  | Пані президент                     | L'état de Grace                                          | Віктор Тажі             |
| 2007      | с  | Що таке добре, що таке погано      | Fais pas ci, fais pas ça                                 | мосьє Де ла Стелл       |
| 2007      | тф | Очищення                           | Epuration                                                | Пейрак                  |
| 2010      | тф | Відмінна історія Франсуа Рабле     | La très excellente et divertissante histoire de François | дядько Фрапен           |
| 2010      | с  | Карлос                             | Carlos                                                   | генерал Філіп Рондо     |
| 2010      | тф | Венеційка                          | La vénitienne                                            | ватажое злочинців       |
| 2011      | тф | Пастер, людина яка бачила          | Pasteur, l'homme qui a vu                                | Пастер                  |
| 2011      | тф | Смерть президента                  | Mort d'un président                                      | П'єр Жульє              |
| 2011      | тф | Гольдман                           | Goldman                                                  | комісар Марсель Леклерк |
| 2012      | тф | Справа Горджі                      | L'affaire Gordji, histoire d'une cohabitation            | Шарль Паскуа            |
| 2013      | тф | Злочин держави                     | Crime d'État                                             | Фоссар                  |
| 2015      | тф | Святилище                          | Sanctuaire                                               | Франсуа Міттеран        |

## Визнання
| Рік            | Категорія/Нагорода            | Фільм     | Результат | Результат |
| -------------- | ----------------------------- | --------- | --------- | --------- |
| Премія «Сезар» |                               |           |           |           |
| 2016           | Найкращий актор другого плану | Маргарита | Номінація | [ 3 ]     |